# 圣德肋撒堂 (巴勒莫)
圣德肋撒堂（義大利語：Chiesa di Santa Teres alla Kalsa）是一座巴洛克风格的罗马天主教教堂，位于意大利巴勒莫历史中心的卡尔萨区（Kalsa）。
该堂由巴勒莫建筑师贾科莫·阿马托设计，建于1686年至1700年之间。它装饰了重要艺术家的作品，如伊格纳齐奥·马拉比蒂、古格列尔莫·博雷曼斯、塞巴斯蒂亚诺·孔卡、乔瓦尼·奥达齐、朱塞佩·塞尔波塔和普罗科皮奥·塞尔波塔。